# Andon Bedros IX Hassunian
Andon Bedros IX Hassunian (Armeens: Անտոն Պետրոս Թ. Հասունեան) (Istanboel, 15 juni 1809 – Rome, 28 februari 1884) was een geestelijke van de Armeens-Katholieke Kerk en een kardinaal van de Rooms-Katholieke Kerk.
Andon Hassunian werd op 7 juni 1842 benoemd tot aartsbisschop-coadjutor van Istanboel (Armeens-Katholieke Kerk) en titulair aartsbisschop van Anazarbus. Zijn bisschopswijding vond plaats op 19 juni 1842. Op 2 augustus 1846 werd hij benoemd tot aartsbisschop van Istanboel.
Op 14 september 1866 koos de synode van de Armeens-katholieke kerk Hassunian tot katholikos-patriarch van Cilicië van de Armeniërs, de feitelijke geestelijk leider van de Armeens-katholieke geloofsgemeenschap, als opvolger van Krikor Bedros VIII Der Asdvazadourian die op 9 januari 1866 was overleden. Zoals gebruikelijk voor een Armeens patriarch voegde hij daarop aan zijn voornaam de naam Bedros (Petrus) toe.
Omdat de patriarchale zetel werd verplaatst van Bzommar naar Constantinopel werd het aartsbisdom Constantinopel tegelijkertijd opgeheven. Het aartsbisdom werd in 1928, toen de patriarchale zetel weer in Bzommar werd gevestigd, opnieuw ingesteld. De keus van de synode voor Hassunian werd op 12 juli 1867 bevestigd door paus Pius IX.
Tijdens het consistorie van 13 december 1880 werd Hassunian door paus Leo XIII kardinaal gecreëerd, met de rang van kardinaal-priester. Zijn titelkerk was de Santi Vitale, Valeria, Gervasio e Protasio; hij was de eerste kardinaal sinds 1591 die deze kerk als titelkerk kreeg toegewezen.
In juni 1881 ging Andon Bedros IX Hassunian met emeritaat. Hij werd opgevolgd door Stepanos Bedros X Azarian.